# Les Pingouins de Madagascar (film)
Cet article concerne le film de 2014. Pour la série télévisée d'animation créée en 2008, voir Les Pingouins de Madagascar.
Pour plus de détails, voir Fiche technique et Distribution.
Les Pingouins de Madagascar (Penguins of Madagascar) est un film d'animation en images de synthèse américain réalisé par Eric Darnell et Simon J. Smith, sorti en 2014.
Il s'agit d'un spin-off de la saga Madagascar ainsi que la suite de Madagascar 3. Outre les personnages principaux, le film est sans rapport avec la série Les Pingouins de Madagascar, celle-ci se trouvant dans sa propre continuité.
C'est également le premier film de la franchise Madagascar qui est distribué par 20th Century Fox et le dernier film à être produit par Pacific Data Images avant sa fermeture le 22 janvier 2015.

## Synopsis
Il y a dix ans, Commandant, Kowalski et Rico sont des bébés frères pingouins en Antarctique. Un jour, ils sont renversés par un œuf qui roule et s'éloigne de leur colonie. Contre l'avis des adultes, le trio part à la poursuite de l'œuf et se retrouve aux prises avec un trio de phoques léopards. Échappant aux prédateurs, ils finissent par se retrouver à la dérive sur un iceberg. Lorsque l'œuf éclot, le trio adopte le bébé pingouin comme frère, Soldat.
Dans le présent, les pingouins quittent le cirque pour célébrer le dixième anniversaire de Soldat en pénétrant par effraction dans Fort Knox pour obtenir une collation appelée Cracki From dans un distributeur automatique, tandis que Soldat souhaite être reconnu comme un membre estimable et estimé de l'équipe, mais ce souhait est ignoré. Les pingouins sont soudainement enlevés et emmenés dans un sous-marin situé à Venise, où ils sont confrontés à une pieuvre nommée Dave, qui explique qu'il vivait autrefois dans le zoo de Central Park en tant qu'attraction vedette jusqu'à ce que les pingouins l'aient mis sur la touche avec leur gentillesse. Après avoir été déplacé à plusieurs reprises dans différents zoos et aquariums, où il a subi le même sort, finissant comme un animal indésirable, Dave s'est déguisé en scientifique humain sous le nom de Dr Octavius Baigne et a mis au point une arme biologique appelée le « Sérum de Méduse » pour se venger. Rico avale un flacon de Sérum et la collection de boules à neige de Dave avant que les pingouins ne s'échappent.
Fuyant Venise tout en étant poursuivis par les sbires de Dave, les pingouins sont secourus par le Vent du Nord, un commando d'élite inter-espèces dirigé par un chef loup qui souhaite garder l'anonymat ; Caporal, un ours polaire, le plus costaud des membres ; Dynamite, un phoque responsable de l'armement et des explosifs et Éva, l'officière chouette de renseignement qui ne laisse pas Kowalski indifférent. Après avoir été amenés dans la base du Vent du Nord dissimulée dans un iceberg, les pingouins échangent avec ces derniers sur Dave et Rico leur montre le sérum volé, quand soudain Dave pirate les ordinateurs du Vent du Nord pour révéler qu'il en a plus et que plus de pingouins commencent à disparaître dans le monde entier. Les deux groupes comprennent que la vengeance de Dave s'applique à la quasi-totalité des pingouins du monde mais, ne voulant pas que les 4 pingouins viennent interférer dans ce qu'il considère comme étant sa mission, le chef au nom confidentiel les endort avec des fléchettes tranquillisantes et les met dans un avion à destination de l'une des autres bases du Vent du Nord, localisée à Madagascar.
Les pingouins réussissent à s’échapper et, après avoir sauté d'avion en avion, atterrissent dans le désert où ils décident de reprendre la mission que le Vent du Nord le veuille ou non. En utilisant les boules de neige de Dave, ils en déduisent que l'Aquarium de Shanghai, où doit bientôt se produire un spectacle de pingouins-sirènes, est la prochaine cible de Dave. Commandant élabore un plan pour arrêter Dave et Soldat accepte à contrecœur de se déguiser en sirène afin de distraire le public tandis que les autres pingouins parviennent à piéger Dave avec un squelette de dinosaure après avoir créé une fuite d'eau dans l'aquarium, juste au moment où le Vent du Nord entre en scène. Cependant, Dave s'échappe à travers les tuyaux de canalisation et capture Soldat et le reste des pingouins de Shanghai, incitant Commandant, Rico et Kowalski à détourner le jet du Vent du Nord pour le poursuivre, mais les pingouins ne parviennent pas le piloter correctement et, au moment où le Vent du Nord tente d'interférer, ils activent son autodestruction par inadvertance.
Commandant, Kowalski et Rico se réveillent sur un radeau de fortune qu'ils croient à la dérive avant de se rendre compte qu'il est remorqué par le Vent du Nord. Ces derniers raillent les pingouins en révélant que la fléchette précédemment administrée à Soldat est en réalité un traceur qui leur a permis de le localiser, ainsi que Dave. Prisonnier à bord du sous-marin de la pieuvre, Soldat et les autres pingouins apprennent que Dave prévoit d'utiliser le Sérum de Méduse pour les transformer en monstres stupides et défigurés, afin que le public les déteste et les extermine, leur faisant en conséquence subir le même rejet que Dave a enduré.
Dissimulés dans les environs de la base du sous-marin, les pingouins et le Vent du Nord s'affrontent au sujet de leurs différents plans d'action afin d'intervenir. Éva organise alors un concours entre chaque plan d'action afin que les deux équipes s'en tiennent au plus convaincant. Désemparé face à une représentation holographique et la culpabilité d'avoir jeté Soldat dans la gueule du loup, Commandant admet enfin que le Vent du Nord est plus qualifié et accepte de suivre les ordres de leurs rivaux. Les pingouins distraient les gardes de Dave tandis que le Vent du Nord lourdement armé se faufile à l'intérieur du sous-marin et met Dave en joue avant de se faire neutraliser. Peu après, Commandant, Kowalski et Rico sont capturés à leur tour et menés à Dave qui souhaite tester le Sérum de Méduse sur Soldat devant eux. Il s'échappe avec un trombone qu'il a avalé plus tôt à la dernière seconde, ce qui fait croire à Dave et au reste des pingouins que le rayon l'a désintégré. Soldat libère le Vent du Nord d'une sorte de tour de manège parsemé de dispositifs de torture et de tuerie mais ces derniers refusent de l'aider à sauver les pingouins, craignant de se faire à nouveau capturer. Dépité de voir à quel point sa propre équipe de pingouins vaut mieux que le Vent du Nord, Soldat décide malgré tout de prendre l'assaut par lui-même.
Lorsque le sous-marin arrive au Zoo de Central Park de New York où de nombreuses personnes attendent leur arrivée prévue, Dave utilise le Sérum de Méduse pour transformer tous les pingouins en monstres, y compris Commandant, Kowalski et Rico. Déguisé en Dr Octavius Baigne, il les débarque et, en voyant leur apparence effrayante, les humains prennent peur et s'enfuient en appelant les services anti-nuisibles qui les capturent tous. Dans le chaos, Soldat parvient à s'emparer du rayon de Dave, avant de poursuivre Commandant à qui il fait retrouver son état normal. Kowalski et Rico sont rétablis à leur tour. Soldat explique alors son plan : prendre la place du Sérum de Méduse dans le rayon de Dave afin de l'utiliser à nouveau sur les pingouins transformés ; la puissance de sa gentillesse devant leur faire recouvrer leur état normal. Malgré les risques, Commandant accepte ce plan.
Au terme d'une violente lutte avec les sbires de Dave, malgré une brève intervention du Vent du Nord, les pingouins parviennent à lancer le rayon et tous retrouvent leur apparence originale. Soldat se retrouve néanmoins transformé à son tour mais conserve son état mental. Pour l'héroïsme dont il a fait preuve et pour avoir prouvé qu'une personne doit être jugée sur ces actes et non l'apparence, Commandant déclare officiellement à Soldat qu'il est le membre le plus estimable et le plus estimé de l'équipe. C'est alors que tout le monde réalise que Dave, en tentant de neutraliser Soldat, s'est retrouvé emprisonné dans une de ses propres boules à neige. Commandant décide alors de la confier à une petite fille humaine, auparavant présente lors de la réception des pingouins. Le Vent du Nord félicite les pingouins et leur chef s'excuse de les avoir mal jugés. Pour lui permettre de se racheter, Commandant, Kowalski, Rico et Soldat lui demandent de leur offrir des jet packs, qu'ils utilisent pour retourner au cirque.
Dans une scène post-générique, les pingouins utilisent la gentillesse de Morty dans le rayon de Dave pour rendre à Soldat son apparence normale. Morty n'est apparemment pas affecté par le rayon au début, avant d'avaler rapidement King Julian entier, pour le plaisir de ce dernier.
Note : le film utilise à tort le terme « pingouin » pour désigner des manchots, ce calque de l'anglais est une erreur et désigne un autre animal en français.

## Fiche technique
- Titre original : Penguins of Madagascar
- Titre français : Les Pingouins de Madagascar
- Réalisation : Eric Darnell et Simon J. Smith
- Scénario : John Aboud, Michael Colton et Brandon Sawyer, d'après une histoire d'Alan Schoolcraft, Brent Simons, John Aboud, Michael Colton, basée sur les personnages créés par Eric Darnell et Tom McGrath
- Direction artistique : Ruben Perez
- Décors : Shannon Jeffries
- Son : Steve Jamerson
- Montage : Nick Kenway
- Musique : Lorne Balfe
- Production : Lara Breay et Mark Swift
  - Coproduction : Tripp Hudson
  - Production associée : Jennifer Dahlman et Damien De Froberville
  - Production déléguée : Eric Darnell, Tom McGrath et Mireille Soria
- Sociétés de production : DreamWorks Animation et Pacific Data Images
- Société de distribution : 20th Century Fox
- Budget : 132 000 000 dollars[6]
- Pays d'origine :  États-Unis
- Langue originale : anglais
- Format : couleur - 35 mm - 1,85:1 - son Dolby Digital / Dolby Atmos
- Genre : animation, comédie
- Durée : 93 minutes
- Dates de sortie : 
  - Chine : 14 novembre 2014[7] (première mondiale)
  - États-Unis : 26 novembre 2014[8]
  - France : 17 décembre 2014[8]
- Classification :
  - France : tous publics[9]

## Distribution

### Voix originales
- Tom McGrath : Commandant
- Chris Miller : Kowalski
- Conrad Vernon : Rico
- Christopher Knights : Soldat
- John Malkovich : Dr Octavius Brine / Dave
- Benedict Cumberbatch : Agent Confidentiel
- Ken Jeong : Dynamite
- Annet Mahendru : Éva
- Peter Stormare : Caporal
- Andy Richter : Mort
- Danny Jacobs : King Julian
- Werner Herzog : narrateur
- Sean Charmatz : Le cricket

### Voix françaises
- Xavier Fagnon : Commandant
- Gilles Morvan : Kowalski
- Thierry Wermuth : Soldat
- Michel Dodane : Dr Octavius Brine / Dave
- Pierre Tissot : Agent Confidentiel
- Hervé Rey : Dynamite
- Barbara Tissier : Éva
- Michel Vigné : Caporal
- Michaël Youn : King Julian
- Emmanuel Garijo : Morty

### Voix québécoises
- Tristan Harvey : Skipper
- Frédéric Desager : Kowalski
- Maxime Séguin-Durand : Private
- James Hyndman : Dr Octavius Brine / Dave
- Frédéric Paquet : Agent Confidentiel
- Pierre-Étienne Rouillard : Caporal
- Nicolas Charbonneaux-Collombet : Dynamite
- Ariane-Li Simard-Côté : Éva
- Frédéric Millaire-Zouvi : narrateur/Roi Julien
- Gabriel Lessard : Morty

 Source et légende : version québécoise (VQ) sur Doublage.qc.ca

## Production

### Développement
Un film direct-to-video mettant en vedette les manchots avait été en travaux depuis 2005, lorsque le premier film Madagascar fut sorti, avec une date de sortie prévue pour 2009.
En mars 2011, il a été annoncé que les manchots auraient leur propre film, semblable au Chat potté. Le film devait alors être réalisé par Eric Darnell, le réalisateur des films Madagascar, et Simon J. Smith, le co-réalisateur de Bee Movie : Drôle d'abeille. Le film serait produit par Lara Breay, et écrit par Alan J. Schoolcraft et Brent Simons, les scénaristes de Megamind.
En juillet 2012, au Comic-Con, il a été annoncé que le film, intitulé The Penguins of Madagascar, sortirait en 2015.
Robert Schooley, l'un des producteurs de la série, a déclaré que le film serait sans rapport avec la série télévisée du même nom, mais que cela pourrait toujours changer.
En septembre 2012, la 20th Century Fox et DreamWorks Animation ont annoncé la date de sortie du 27 mars 2015, et une nouvelle paire de scénaristes, Michael Colton et John Aboud.

### Casting
En août 2013, Benedict Cumberbatch et John Malkovich rejoignent le casting. Malkovich obtient le rôle du Dr Octavius et de Dave trois ans et demi avant la sortie du film, pensant que ce serait drôle d'utiliser sa voix pour un poulpe.

### Bande originale
Albums de Lorne Balfe
Skylanders: Trap Team En route !
La bande originale du film, composée par Lorne Balfe, est sortie le 25 novembre 2014.
| 1.          | The Penguins of Madagascar         | 4:10 |
| 2.          | Antarctica                         | 3:31 |
| 3.          | Demersus                           | 2:53 |
| 4.          | Sclateri                           | 3:25 |
| 5.          | Adeliae                            | 3:31 |
| 6.          | Forsteri                           | 2:52 |
| 7.          | Patagonicus                        | 3:03 |
| 8.          | Magellanicus                       | 1:24 |
| 9.          | Private’s Theme                    | 2:34 |
| 10.         | Robustus                           | 3:36 |
| 11.         | Eudyptula Minor                    | 1:35 |
| 12.         | Chrysolophus                       | 2:51 |
| 13.         | Chrysocome                         | 1:59 |
| 14.         | Antipodes                          | 1:20 |
| 15.         | Schlegeli                          | 2:46 |
| 16.         | Mendiculus                         | 3:14 |
| 17.         | Papua                              | 1:56 |
| 18.         | Humboldti                          | 2:52 |
| 19.         | He Is Dave (featuring Antony Genn) | 3:14 |
| 52 min 46 s |                                    |      |

## Accueil

### Promotion
Le 11 juin 2014, une première bande-annonce est révélée, le film sera disponible en 2D et 3D. Le 13 octobre 2014, quatre minutes du film sont dévoilées.

### Sortie
La sortie était initialement prévue le 27 mars 2015 aux États-Unis et le 15 avril 2015 en France. Finalement, en mai 2014, les dates sont avancées : 26 novembre 2014 pour les États-Unis et 17 décembre 2014 sur le sol français. Cet avancement de date est dû à la sortie d'un autre film de DreamWorks Animation, En route !.

### Box-office
Le film sort en Chine le 14 novembre 2014, un peu moins de deux semaines avant sa sortie en Amérique du Nord. Il gagne 11 370 000 $ lors de ses premiers jours sur 3500 écrans chinois, étant deuxième au box-office chinois, derrière Interstellar. Lors de son premier jour d'exploitation aux États-Unis et au Canada, le film se place à la seconde place, rapportant 6 138 518 $ dans 3654 cinémas, derrière Hunger Games : La Révolte, partie 1. Il occupe encore la deuxième place pour son week-end d'ouverture, gagnant 25 447 444 $, toujours derrière Hunger Games.
Finalement, le film a rapporté 368 840 013 $ au box-office mondial, dont 83 182 026 $ en Amérique du Nord et 285 657 987 $ à l'international. En France, également pour son premier jour d'exploitation, le film se positionne à la première place du classement avec 212 777 entrées dans 687 salles, devant La Famille Bélier et ses 117 201 entrées. Dès sa première semaine, il baisse à la troisième place avec 810 558 entrées, derrière La Famille Bélier (1 100 295 entrées) et Le Hobbit : La Bataille des Cinq Armées (1 229 228 entrées). Au total, le film a cumulé 2 327 491 entrées.

## Produits dérivés
Un jeu vidéo basé sur le film, également intitulé Les Pingouins de Madagascar, développé par Bandai Namco Games et publié par Little Orbit, est sorti le 25 novembre 2014 aux États-Unis et le 28 novembre 2014 en France exclusivement sur Nintendo 3DS, Wii et Wii U.
Une série de comics de quatre numéros basés sur le film fut publiée mensuellement par Titan Comics. Écrits par Alex Matthews et dessinés par Lucas Fereyra, ils sont sortis entre novembre 2014, et février 2015,. En France, ils sont sortis entre avril et octobre 2015 par Soleil Productions.